# Горизонт (альбом)
Горизо́нт — второй студийный альбом украинской хеви-метал группы Крылья, который вышел на лейбле CD-Maximum 24 марта 2011 года.

## Об альбоме
На диск вошли как песни канонического металла, форматные хиты, так и мелодичные, присущие стилю баллады. В записи принял участие Илья Мамонтов из группы Эпидемия в качестве гитариста и исполнил соло. В 2010 году у группы выходит сингл «Тамерлан», заглавная песня которого вошла в данный альбом и посвящена среднеазиатскому завоевателю, полководцу Тамерлану. На песню «Рождение....Горизонт» снят клип под названием «Горизонт» в 2012 году.

## Список композиций
| №  | Название               | Текст песни    | Музыка                  | Длительность |
| -- | ---------------------- | -------------- | ----------------------- | ------------ |
| 1. | «Рождение....Горизонт» | С. Ханеев      | О. Дайнеко              | 4:43         |
| 2. | «Курская дуга»         | С. Ханеев      | О. Дайнеко              | 5:41         |
| 3. | «Новый мир»            | Е. Сидельников | Е. Сидельников          | 5:12         |
| 4. | «Тамерлан»             | С. Ханеев      | Ю. Долганов, О. Дайнеко | 5:16         |
| 5. | «Дух рок-н-ролла»      | С. Ханеев      | О. Дайнеко              | 5:32         |
| 6. | «Надежды свет»         | Е. Сидельников | Е. Сидельников          | 4:22         |
| 7. | «Один во мраке»        | М. Ратов       | О. Дайнеко              | 5:51         |
| 8. | «Тень»                 | С. Ханеев      | А. Плюснин, И. Мамонтов | 4:35         |
| 9. | «1908»                 | С. Ханеев      | О. Дайнеко              | 8:29         |

## Участники записи

### Основной состав
- Александр Плюснин — вокал
- Олег Дайнеко — гитара
- Юрий Долганов — гитара
- Вячеслав Сигайло — бас-гитара
- Егор Сидельников — барабаны

### Приглашённые музыканты
- Константин "Тролль" Румянцев — вокал (4)
- Мария "Джетра" Леонова — бэк-вокал (4)
- Илья "Ларс" Мамонтов — гитара (8)

### Администрация
- Николай Попов — менеджмент
- Сергей Ханеев — продюсирование

- Запись, сведение и мастеринг: Максим Пасечник, студия "Morton Studio" (г. Киев, Украина)
- Оформление: Андрей Карпов